# Anthon
Anthon ist eine französische Gemeinde mit 1.137 Einwohnern (Stand: 1. Januar 2022) im Département Isère in der Region Auvergne-Rhône-Alpes. Sie gehört zum Arrondissement La Tour-du-Pin und zum Kanton Charvieu-Chavagneux. Die Einwohner werden Anthonois genannt.

## Geographie
Anthon liegt etwa 37 Kilometer nordöstlich von Vienne und etwa 26 Kilometer ostnordöstlich von Lyon. Hier mündet der Ain in die Rhône. Umgeben wird Authon von den Nachbargemeinden Saint-Maurice-de-Gourdans im Norden, Loyettes im Osten und Nordosten, Chavanoz im Südosten, Charvieu-Chavagneux im Süden, Janneyrias im Südwesten sowie Villette-d’Anthon im Westen.

## Bevölkerungsentwicklung
| Jahr                       | 1962 | 1968 | 1975 | 1982 | 1990 | 1999 | 2006 | 2018 |
| -------------------------- | ---- | ---- | ---- | ---- | ---- | ---- | ---- | ---- |
| Einwohner                  | 201  | 225  | 264  | 333  | 697  | 917  | 940  | 1073 |
| Quellen: Cassini und INSEE |      |      |      |      |      |      |      |      |

## Sehenswürdigkeiten
- Kirche Saint-Germain aus dem 19. Jahrhundert

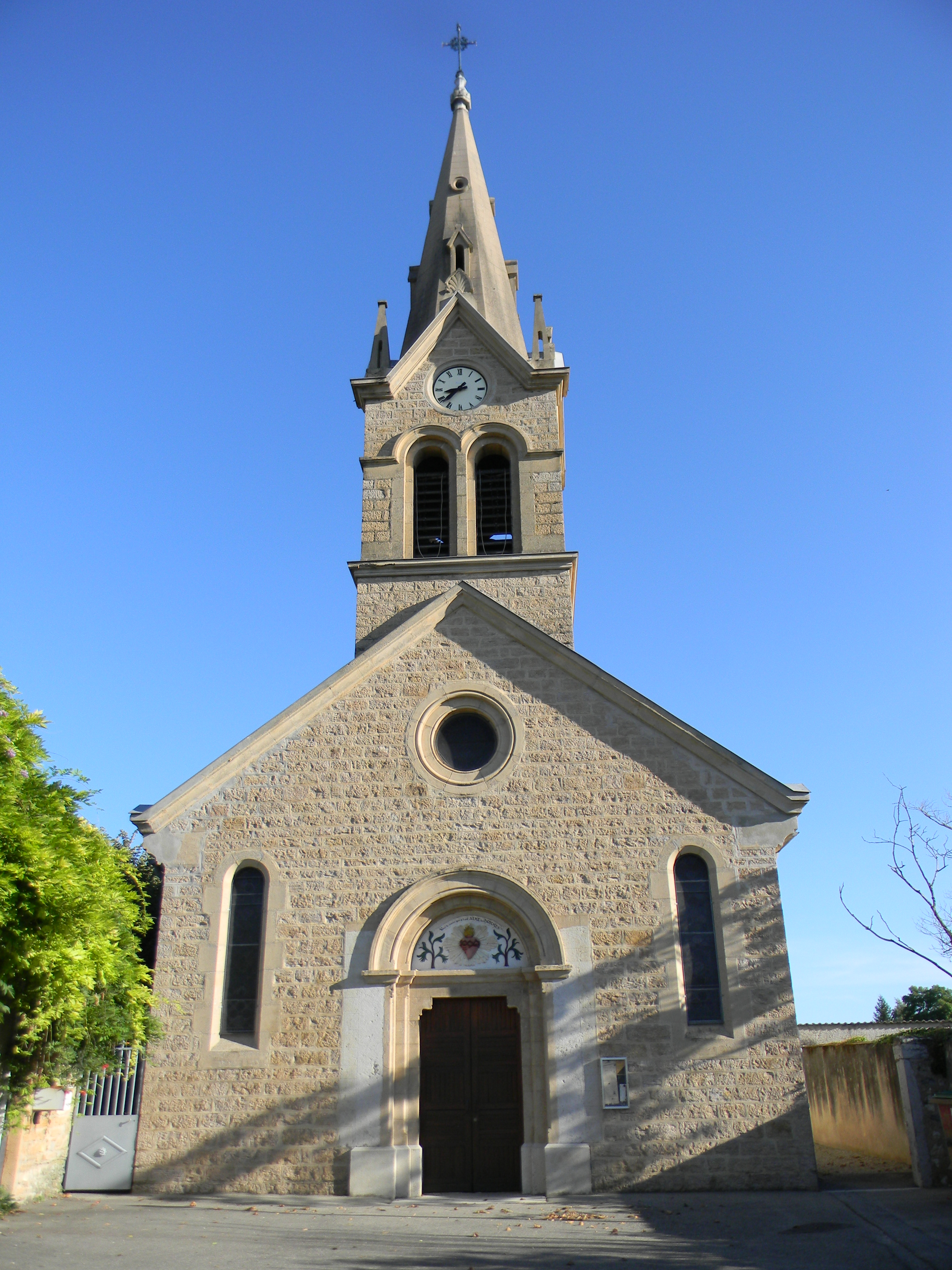
Kirche Saint-Germain

- alter Turm